# Lyke Wake Walk

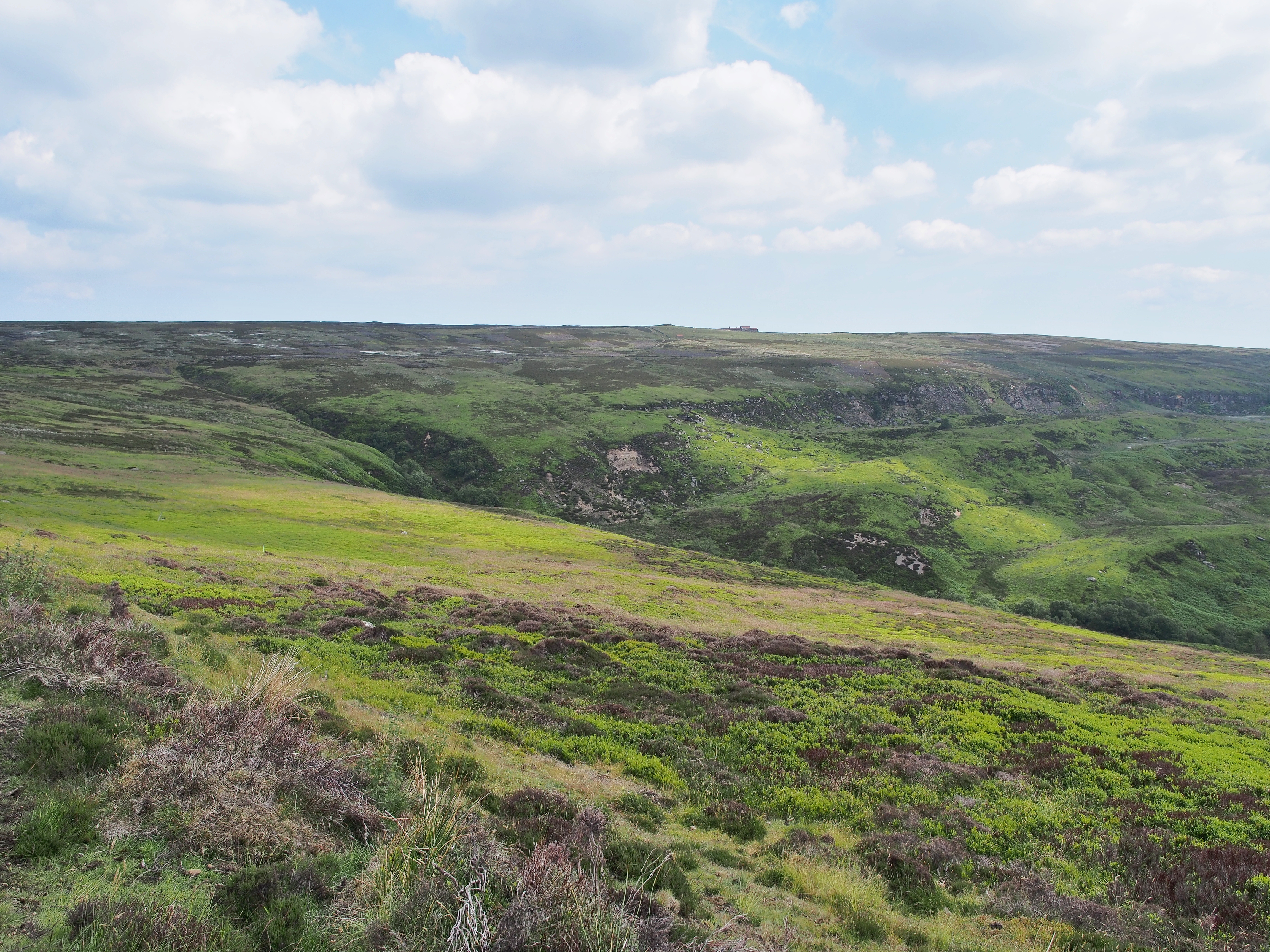
Charakteristisches Landschaftsbild der North York Moors, über die der Lyke Wake Walk führt: baumloses heidebewachsenes Hochland

Der Lyke Wake Walk (engl. für Leichenwache-Weg) ist ein Wander- und Kulturprojekt in den nordenglischen North York Moors. Kern des Projekts ist eine ambitionierte Wanderung über das unkultivierte Hochland. Um dieses Vorhaben herum hat sich ein aktiver Verein gebildet, dem jeder beitreten kann, der die Wanderung bewältigt hat.

## Ursprung
Im August 1955 veröffentlichte der Farmer, Autor und Publizist Bill Cowley im Yorkshire-Landmagazin Dalesman einen Artikel, in dem er es für möglich hielt, das Hochland der North York Moors innerhalb von 24 Stunden entlang seiner größten Ausdehnung zu durchwandern, ohne dabei das „moorland“, also die heidebewachsenen Höhenlagen, zu verlassen (gelegentlich wird ergänzt: „… oder einen anderen Menschen zu treffen“, was schriftlich nicht belegt ist).
Im folgenden Oktober wurde der erste Versuch einer solchen Wanderung unternommen, Bill Cowley gehörte selbst der 14-köpfigen Gruppe an. Sie brach am 1. Oktober mittags auf und erreichte das Ziel am 2. Oktober um 10:30 Uhr. Darüber gab Bill Cowley ein Buch mit dem Titel Lyke Wake Walk heraus, das seitdem permanent aktualisiert und neu aufgelegt wurde und in der jeweils aktuellen Version noch immer als offizieller Wanderführer gilt.
Der Name stammt von einem alten Totenklagelied, dem Lyke-Wake Dirge, möglicherweise der ältesten erhaltenen Dichtung im Yorkshire-Dialekt überhaupt.

## Die Wanderung
Eine erfolgreiche Durchführung (dirging) des Lyke Wake Walk wird crossing („Querung“) genannt. Es gibt keine exakt festgelegte Route, aber einige Regeln, die eingehalten werden müssen:

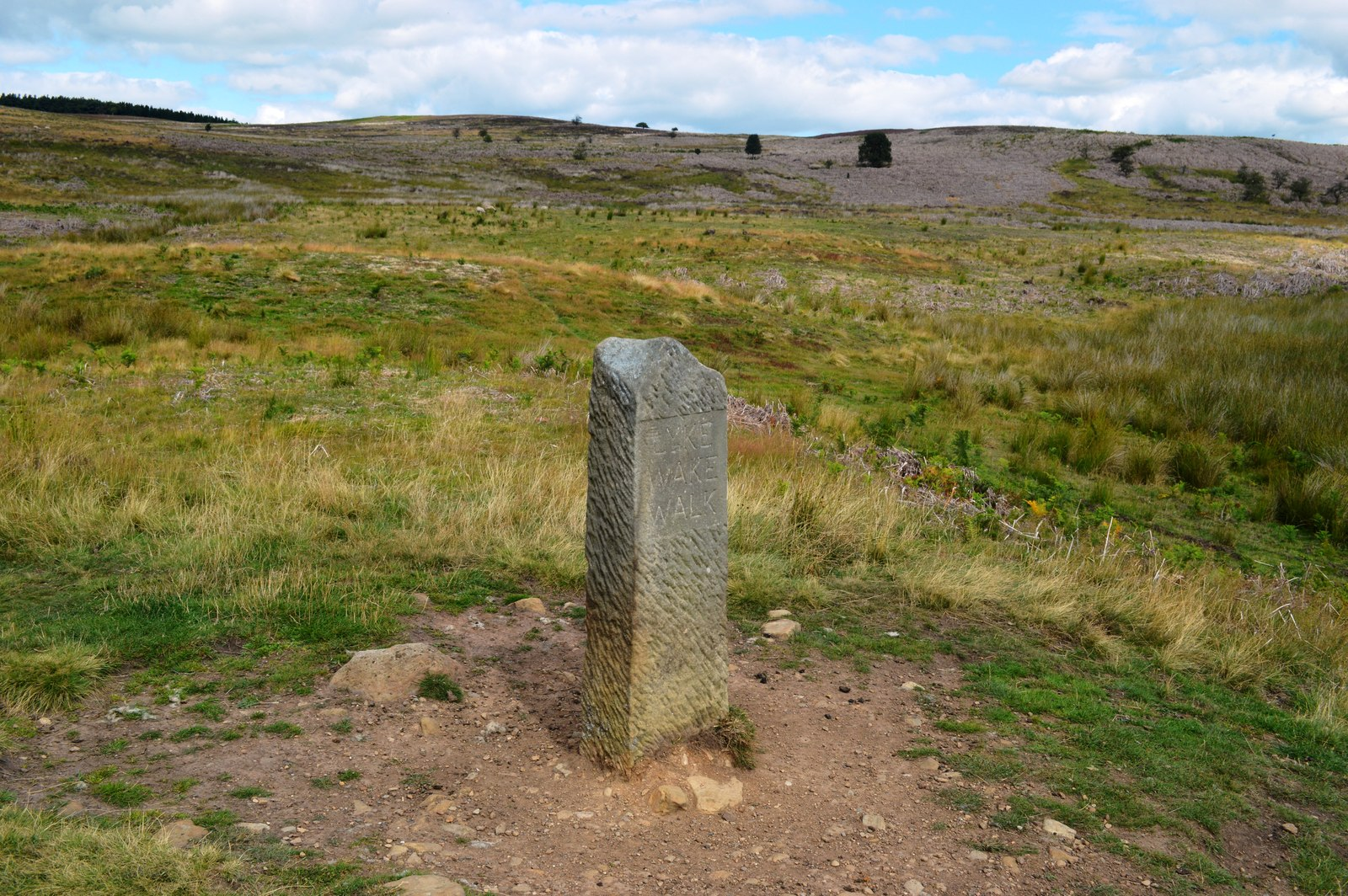
Westlicher Startpunkt der Wanderung mit Markierungsstein

- Westliches Ende ist der Lyke-Wake-Stein am Parkplatz „Sheep Wash“ am Nordende des Osmotherley Reservoir (Position). Ursprünglich war es der Vermessungspunkt auf Beacon Hill, knapp ein Kilometer nordwestlich.
- Östliches Ende ist der Lyke-Wake-Stein am Parkplatz Beacon Howe neben einem Sendemast westlich von Ravenscar (Position). Ursprünglich war es die Bar des Raven Hall Hotel in Ravenscar.
- Das Ziel muss spätestens 24 Stunden nach dem Aufbruch erreicht werden.
- Die gesamte Strecke muss zu Fuß (im Winter wahlweise per Ski) bewältigt werden.
- Die gewählte Route muss sich möglichst eng entlang der Kammlinie (Wasserscheide) der Moors bewegen. Abstieg in ein Tal, insbesondere in das nördlich parallel zur östlichen Hälfte der Route verlaufende Eskdale, führt zur Disqualifikation.
- Drei unterwegs zu kreuzende Straßen (B1257, A169, A171) sind jeweils innerhalb eines festgelegten Abschnittes zu überqueren.[3]

Aus diesen Regeln ergibt sich ein etwa 40 Meilen (64 km) langer Weg. Abweichungen von den empfohlenen Routen ändern die Streckenlänge nur unwesentlich, können jedoch infolge höherer Geländeschwierigkeiten zu erheblichen Zeitverlusten führen.
Üblich ist die Wanderrichtung von West nach Ost, um den Wind im Rücken zu haben und nicht „gegen den Strich“ durch das Heidekraut laufen zu müssen. Außerdem befinden sich die anstrengendsten Anstiege in den Cleveland Hills dann am Anfang. Die Richtung ist dem Wanderer jedoch freigestellt.
Die Forderung, im moorland zu bleiben, würde nahe dem westlichen Ende zu einem beträchtlichen Umweg führen, so dass die empfohlene Route anfangs ausnahmsweise ein kleines Quertal kreuzt und erst ab dem Anstieg auf Carlton Bank auf einem durchgehenden Kamm vollständig innerhalb von moorland verläuft. Große Teile dieses westlichen Abschnitts der empfohlenen Route fallen mit dem Coast to Coast Walk und dem Cleveland Way zusammen.
Der Verein organisiert geführte Gruppenwanderungen, die um Mitternacht aufbrechen und bis etwa 21 Uhr dauern. Crossings auf eigene Faust sollten zumindest angemeldet werden, damit ein Notfall schnell erkannt werden kann.

## Lyke Wake Clubs

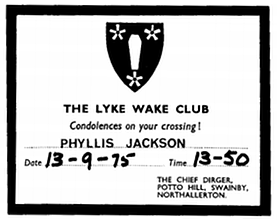
Mitgliedsausweis des Lyke Wake Club

Von den Erstbegehern der Wanderung wurde direkt nach erfolgreichem Abschluss der Lyke Wake Club gegründet, mit Bill Cowley als Erstem Vorsitzenden unter dem Titel Chief Dirger. Dieser Club bestand bis 2005; er wurde anlässlich des 50. Jahrestags des ersten crossings aufgelöst und in eine Gesellschaft umgewandelt, die Lyke Wake Company Ltd, die Bücher und Merchandising-Artikel rund um das Projekt vertreibt. Um das Erbe als Verein weiterzuführen, wurde bereits 2004 der New Lyke Wake Club gegründet, der die meisten der Traditionen übernahm.
Alter wie neuer Club greifen mit schwarzem Humor satirisch Elemente der Trauerkultur auf. Der Mitgliedsausweis des ersten Clubs war wie eine Kondolenzkarte gestaltet und trug den Untertitel Condolences on your crossing („Herzliches Beileid zu Ihrer Querung“). Ämter und Grade der Clubs tragen makabre Bezeichnungen. Die jährlichen Zusammenkünfte des Clubs heißen Wakes, zu denen man in angemessener (gedeckter) Kleidung erscheinen soll.

### Mitgliedschaft
Jeder Mensch, der ein crossing innerhalb der Regeln absolviert hat, kann Aufnahme in den Club beantragen. Männliche Mitglieder werden dirger („Totenkläger“) genannt, weibliche witch („Hexe“).
Die Einhaltung der Regeln wird nicht kontrolliert, nachdem Bill Cowley festgestellt hat, dass jemand, der diese Tour unternimmt, über jede Mogelei erhaben ist. Ursprünglich war es erforderlich, zur Neuaufnahme einen schriftlichen, möglichst humorvollen Bericht über das eigene crossing einzureichen; heute werden solche Berichte zwar nicht mehr verlangt, aber immer noch gern gesehen und im Rahmen des Clubs publiziert.

### Mitgliedschaftsgrade
Durch Aktivitäten im Rahmen des Vereins können höhere Mitgliedschaftsgrade erworben werden:
| Grad                                                   | Anforderungen | Abzeichen                          |
| ------------------------------------------------------ | --- | ---------------------------------- |
| Master / Mistress of Misery („Meister(in) des Elends“) | 3 crossings, davon eines in der anderen Richtung als die anderen; Kenntnis und Einhaltung der Clubregeln, grundlegende Kenntnis der moorlands.                                                         | Halsband in Schwarz                |
| Doctor of Dolefulness („Doktor(in) des Kummers“)       | 4 weitere crossings. Unter den 7 crossings muss eines im Winter (Dezember, Januar oder Februar) und eines auf eigene Faust absolviert sein; Ausarbeitung eines Referats über ein clubbezogenes Thema.  | Halsband in Schwarz und Purpur     |
| Past Master / Mistress („Altmeister(in)“)              | Insgesamt 15 crossings sowie außerordentliche Dienste im Interesse des Clubs, dazu die Fähigkeit, sich bei Tag und Nacht im Moorland zurechtzufinden, betrunken oder nüchtern, ohne Karte und Kompass. | Ansteckblume in Schwarz und Purpur |
| Purveyor of Purgatory („Lieferant(in) des Fegefeuers“) | Nur für Wanderführer: Leitung dreier erfolgreicher Gruppen-Crossings ohne Zwischenfälle. Dieser Grad wurde 2006 vom New Lyke Wake Club neu eingeführt.                                                 |                                    |

Mitglieder mit 100 oder mehr crossings werden Centenerians („Überhundertjährige“) genannt.

### Engagement
Zunächst geht es dem Club um den Erhalt des Weges und die Anerkennung der Routen als öffentliche Wegerechte. Er achtet darauf, dass keine zu großen Gruppen unterwegs sind und die Naturlandschaft geschont wird, und mahnt die Einhaltung des Country Code an, elementarer Verhaltensregeln beim Wandern in freier Natur.
Ganz im Sinne des heimatverbundenen Gründers Bill Cowley ist es darüber hinaus Ziel des Clubs, allgemein den Erhalt der Naturlandschaft der North York Moors und der lokalen Brauchtümer zu unterstützen. Der Club arbeitet daher beim Naturschutz und der Unterhaltung der Wege eng mit der Nationalparkverwaltung zusammen und organisiert Aktivitäten, die in den Beteiligten die Liebe zu ihrer Heimat wecken und stärken sollen.

## Rekorde
(Stand: 6. Mai 2017)
Schnellste crossings
Herren: Mark Rigby (1984, 4h 41m), Damen: Helene Diamantides (1992, 5h 30m)
Meiste crossings
Ben Hingston († 1985) mit 212 crossings, die letzte am 9. Februar 1984
Jüngster crosser
Christopher Turton, 6 Jahre